# حلقه منتقدان فیلم نیویورک
حلقه منتقدان فیلم نیویورک در سال ۱۹۳۵ تشکیل شد و اعضای آن شامل منتقدان فیلم از روزنامه‌ها، هفته‌نامه‌ها و مجلات شهر نیویورک هستند. در دسامبر هر سال اعضا برای تخصیص جوایز این حلقه به آثار برتری که طی سال گذشته به نمایش در آمده‌اند، گرد هم جمع می‌شوند. این جوایز یک از مهمترین پیشروان جوایز آکادمی اسکار به حساب می‌آید، هر چند اولین اسکار به طور رسمی حدود ۶ سال زودتر و در سال ۱۹۲۹ برگزار شد.
همچنین حلقه منتقدان فیلم نیویورک جوایز ویژه‌ای را برای افراد یا سازمان‌هایی که خدمت ویژه‌ای به هنر سینما کرده‌اند، مانند منتقدان و پژوهشگران تاریخ سینما در نظر می‌گیرد.

## مراسم جوایز
تاریخ‌های ذکر شده در جدول زیر نشان‌دهنده زمان واقعی دادن جوایز است، زمان اعلام آنها زودتر می‌باشد.
- † = جایزه اسکار بهترین فیلم

| مراسم | تاریخ          | برنده بهترین فیلم             |
| ----- | -------------- | ----------------------------- |
| ۱مین  | ۲ مارس ۱۹۳۶    | خبرچین                        |
| ۲مین  | ۲۴ ژانویه ۱۹۳۷ | آقای دیدز به شهر می‌رود        |
| ۳مین  | ۹ ژانویه ۱۹۳۸  | زندگی امیل زولا †             |
| ۴مین  | ۸ ژانویه ۱۹۳۹  | پناهگاه                       |
| ۵مین  | ۷ ژانویه ۱۹۴۰  | بلندی‌های بادگیر               |
| ۶مین  | ۵ ژانویه ۱۹۴۱  | خوشه‌های خشم                   |
| ۷مین  | ۱۰ ژانویه ۱۹۴۲ | همشهری کین                    |
| ۸مین  | ۳ ژانویه ۱۹۴۳  | جایی که خدمت می‌کنیم           |
| ۹مین  | نا مشخص        | تماشا بر روی راین             |
| ۱۰مین | نا مشخص        | به راه خود می‌روم †            |
| ۱۱مین | ۲۰ ژانویه ۱۹۴۶ | تعطیلی ازدست‌رفته †            |
| ۱۲مین | ۹ ژانویه ۱۹۴۷  | بهترین سال‌های زندگی ما †      |
| ۱۳مین | ۱۹ ژانویه ۱۹۴۸ | قرارداد شرافتمندانه †         |
| ۱۴مین | ۲۱ ژانویه ۱۹۴۹ | گنج‌های سیرا مادره             |
| ۱۵مین | ۵ فوریه ۱۹۵۰   | تمام مردان شاه (فیلم ۱۹۴۹) †  |
| ۱۶مین | ۲۸ ژانویه ۱۹۵۱ | همه چیز درباره ایو †          |
| ۱۷مین | ۲۰ ژانویه ۱۹۵۲ | اتوبوسی به نام هوس            |
| ۱۸مین | ۱۷ ژانویه ۱۹۵۳ | نیمروز                        |
| ۱۹مین | ۲۳ ژانویه ۱۹۵۴ | از این‌جا تا ابدیت †           |
| ۲۰مین | نا مشخص        | در بارانداز †                 |
| ۲۱st  | ۲۱ ژانویه ۱۹۵۶ | مارتی †                       |
| ۲۲مین | ۱۹ ژانویه ۱۹۵۷ | دور دنیا در هشتاد روز †       |
| ۲۳مین | نا مشخص        | پل رودخانه کوای †             |
| ۲۴مین | ۲۴ ژانویه ۱۹۵۹ | ستیزه‌جویان                    |
| ۲۵مین | ۲۳ ژانویه ۱۹۶۰ | بن هور †                      |
| ۲۶مین | ۲۳ ژانویه ۱۹۶۱ | پسران و عشاق و آپارتمان †     |
| ۲۷مین | ۲۰ ژانویه ۱۹۶۲ | داستان وست ساید †             |
| ۲۸مین | بدون جایزه     | جایزه داده نشد                |
| ۲۹مین | ۱۸ ژانویه ۱۹۶۴ | تام جونز †                    |
| ۳۰مین | ۲۳ ژانویه ۱۹۶۵ | بانوی زیبای من †              |
| ۳۱مین | ۲۹ ژانویه ۱۹۶۶ | محبوب                         |
| ۳۲مین | ۲۹ ژانویه ۱۹۶۷ | مردی برای تمام فصول †         |
| ۳۳مین | ۲۸ ژانویه ۱۹۶۸ | در گرمای شب †                 |
| ۳۴مین | ۲۶ ژانویه ۱۹۶۹ | شیر در زمستان                 |
| ۳۵مین | ۲۵ ژانویه ۱۹۷۰ | زد                            |
| ۳۶مین | ۱۸ ژانویه ۱۹۷۱ | پنج بخش آسان                  |
| ۳۷مین | ۲۳ ژانویه ۱۹۷۲ | پرتقال کوکی                   |
| ۳۸مین | ۲۸ ژانویه ۱۹۷۳ | فریادها و نجواها              |
| ۳۹مین | ۲۷ ژانویه ۱۹۷۴ | روز به جای شب                 |
| ۴۰مین | ۲۶ ژانویه ۱۹۷۵ | آمارکورد                      |
| ۴۱مین | ۲۵ ژانویه ۱۹۷۶ | نشویل                         |
| ۴۲مین | ۳۰ ژانویه ۱۹۷۷ | همهٔ مردان رئیس جمهور          |
| ۴۳مین | ۲۹ ژانویه ۱۹۷۸ | آنی‌هال †                      |
| ۴۴مین | ۲۸ ژانویه ۱۹۷۹ | شکارچی گوزن †                 |
| ۴۵مین | ۱ فوریه ۱۹۸۰   | کرامر علیه کرامر †            |
| ۴۶مین | ۲۵ ژانویه ۱۹۸۱ | مردم معمولی †                 |
| ۴۷مین | ۳۱ ژانویه ۱۹۸۲ | سرخ‌ها                         |
| ۴۸مین | ۳۰ ژانویه ۱۹۸۳ | گاندی †                       |
| ۴۹مین | ۲۹ ژانویه ۱۹۸۴ | دوران مهرورزی †               |
| ۵۰مین | ۲۷ ژانویه ۱۹۸۵ | گذری به هند                   |
| ۵۱مین | ۲۶ ژانویه ۱۹۸۶ | شرافت پریتزی                  |
| ۵۲مین | ۲۵ ژانویه ۱۹۸۷ | هانا و خواهرانش               |
| ۵۳مین | ۲۴ ژانویه ۱۹۸۸ | اخبار تلویزیون                |
| ۵۴مین | ۱۵ ژانویه ۱۹۸۹ | جهانگرد اتفاقی                |
| ۵۵مین | ۱۴ ژانویه ۱۹۹۰ | پای چپ من                     |
| ۵۶مین | ۱۳ ژانویه ۱۹۹۱ | رفقای خوب                     |
| ۵۷مین | ۱۲ ژانویه ۱۹۹۲ | سکوت بره‌ها †                  |
| ۵۸مین | ۱۷ ژانویه ۱۹۹۳ | هنرپیشه                       |
| ۵۹مین | ۱۶ ژانویه ۱۹۹۴ | فهرست شیندلر †                |
| ۶۰مین | ۲۲ ژانویه ۱۹۹۵ | مسابقه تلویزیونی              |
| ۶۱مین | ۷ ژانویه ۱۹۹۶  | ترک لاس وگاس                  |
| ۶۲مین | ۵ ژانویه ۱۹۹۷  | فارگو                         |
| ۶۳مین | ۴ ژانویه ۱۹۹۸  | محرمانه لس‌آنجلس               |
| ۶۴مین | ۱۰ ژانویه ۱۹۹۹ | نجات سرباز رایان              |
| ۶۵مین | ۹ ژانویه ۲۰۰۰  | درهم برهم                     |
| ۶۶مین | ۱۴ ژانویه ۲۰۰۱ | قاچاق                         |
| ۶۷مین | ۶ ژانویه ۲۰۰۲  | جاده مالهالند                 |
| ۶۸مین | نا مشخص        | دور از بهشت                   |
| ۶۹مین | نا مشخص        | ارباب حلقه‌ها: بازگشت پادشاه † |
| ۷۰مین | ۹ ژانویه ۲۰۰۵  | راه‌های فرعی                   |
| ۷۱مین | ۸ ژانویه ۲۰۰۶  | کوهستان بروکبک                |
| ۷۲مین | ۷ ژانویه ۲۰۰۷  | یونایتد ۹۳                    |
| ۷۳مین | ۶ ژانویه ۲۰۰۸  | جایی برای پیرمردها نیست †     |
| ۷۴مین | ۵ ژانویه ۲۰۰۹  | میلک                          |
| ۷۵مین | دسامبر ۱۴ ۲۰۰۹ | مهلکه †                       |
| ۷۶مین | دسامبر ۱۳ ۲۰۱۰ | شبکه اجتماعی                  |
| ۷۷مین | ۹ ژانویه ۲۰۱۲  | آرتیست†                       |
| ۷۸مین | ۳ دسامبر ۲۰۱۲  | سی دقیقه بامداد               |
| ۷۹مین | ۳ دسامبر ۲۰۱۳  | حقه‌بازی آمریکایی              |
| ۸۰مین | ۱ دسامبر ۲۰۱۴  | پسربچگی                       |
| ۸۱مین | ۲ دسامبر ۲۰۱۵  | کارول                         |
| ۸۲مین | ۱ دسامبر ۲۰۱۶  | لا لا لند                     |

### جوایز فعلی
- بهترین بازیگر نقش اول مرد
- بهترین بازیگر نقش اول زن
- بهترین فیلم انیمیشن
- بهترین فیلمبرداری
- بهترین کارگردان
- بهترین فیلم
- بهترین خارجی زبان فیلم
- بهترین غیر داستانی فیلم
- بهترین فیلم نامه
- بهترین بازیگر نقش مکمل مرد
- بهترین بازیگر نقش مکمل زن

### جوایز بازنشست شده
- New جوایز حلقه منتقدان فیلم نیویورک برای بهترین فیلم مستند
- New جوایز حلقه منتقدان فیلم نیویورک برای بهترین کارگردان جدید